# 澎湖公賣局北側防空壕
澎湖公賣局北側防空壕，位於澎湖公賣局北側，是一座位於臺灣澎湖縣馬公市的防禦建築，現已登錄為澎湖縣歷史建築。

## 歷史
第二次世界大戰，日軍因應戰爭空襲因素準備，而於1941年（昭和16年）奉公員開始築造防空壕，其中位於澎湖公賣局的防空壕興建較大的避難所建築，提供給予出張所人員避難使用。

## 建築設計
防空壕外貌樸實，以玄武岩疊砌而成，其主體結構為一條半地下化構建之圓型建築、並於兩側出入口設置矮來阻擋炸彈破片帶來的破壞力，內部空間規模約可容納15到20人。

## 圖輯

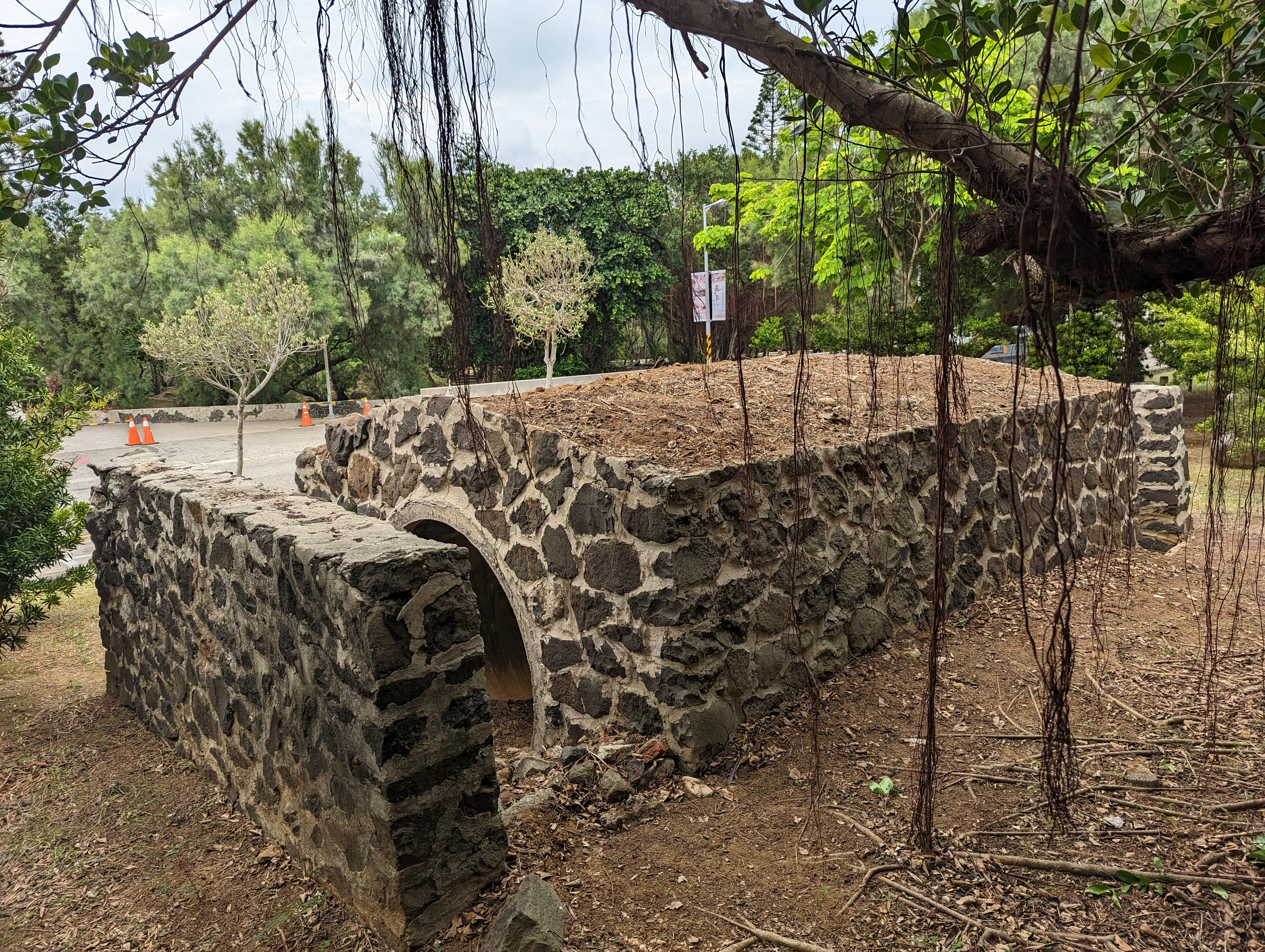
北側防空壕外觀
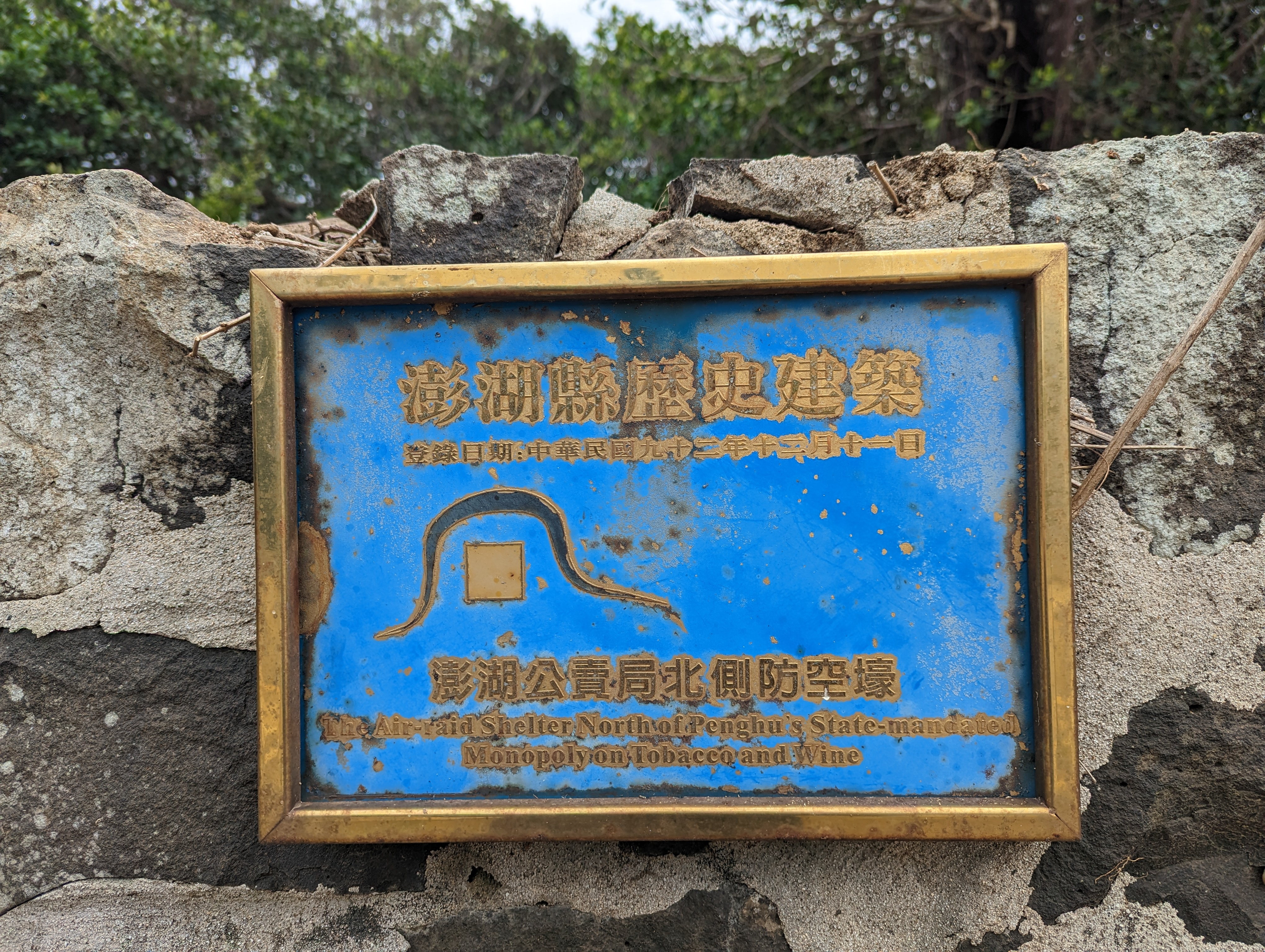
防空壕歷史建築標示碑
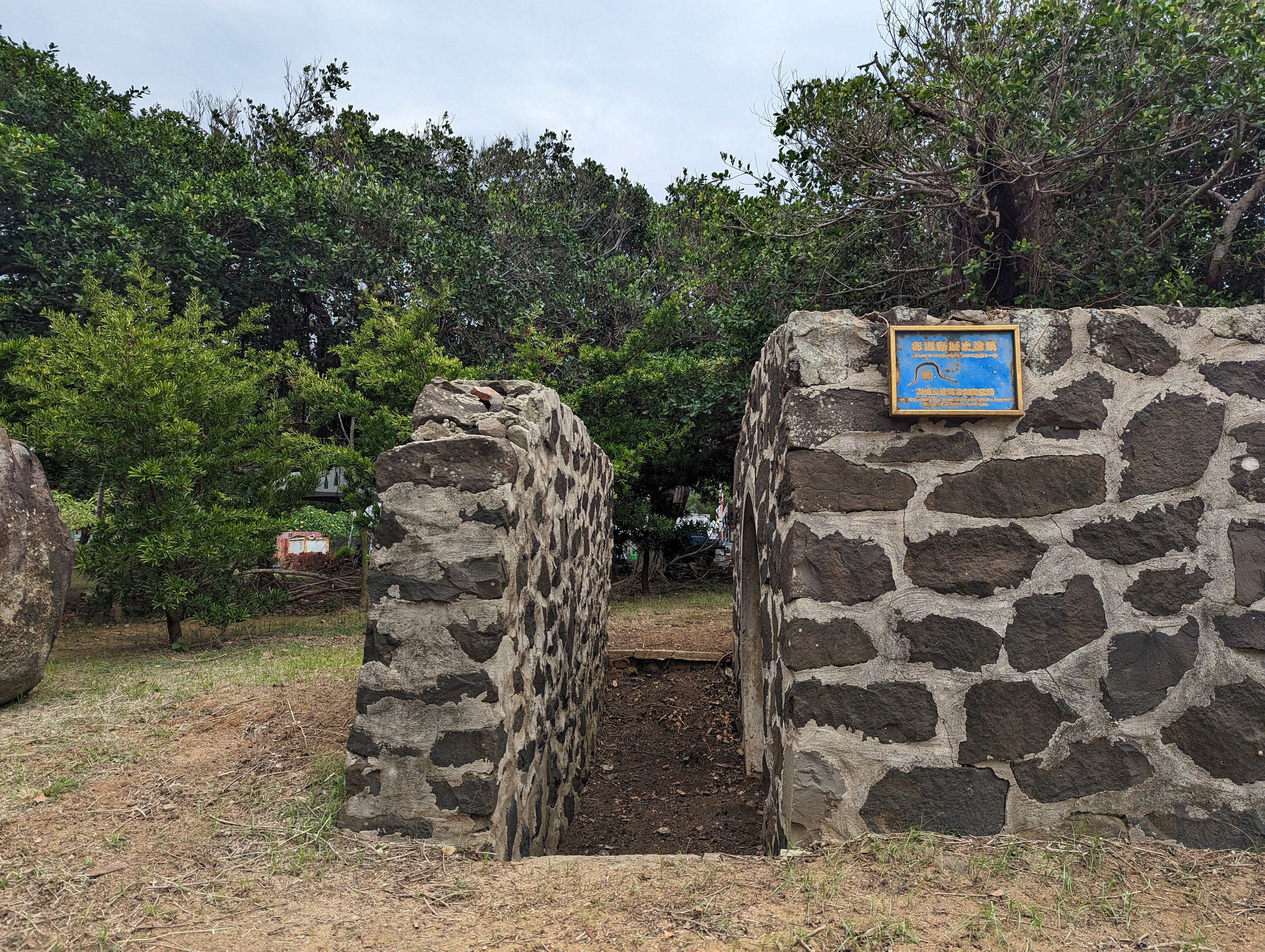
北側防空壕入口
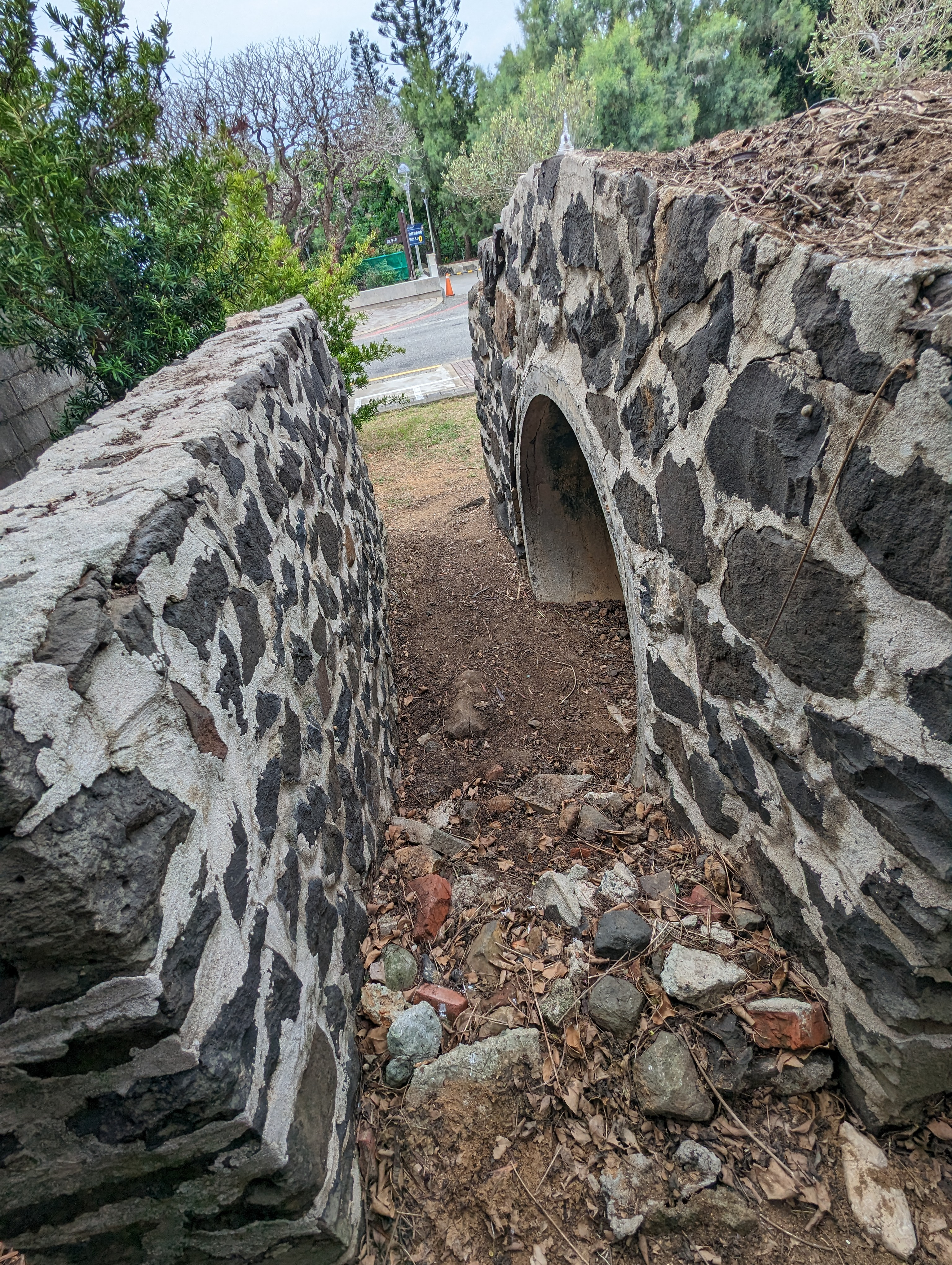
北側防空壕入口
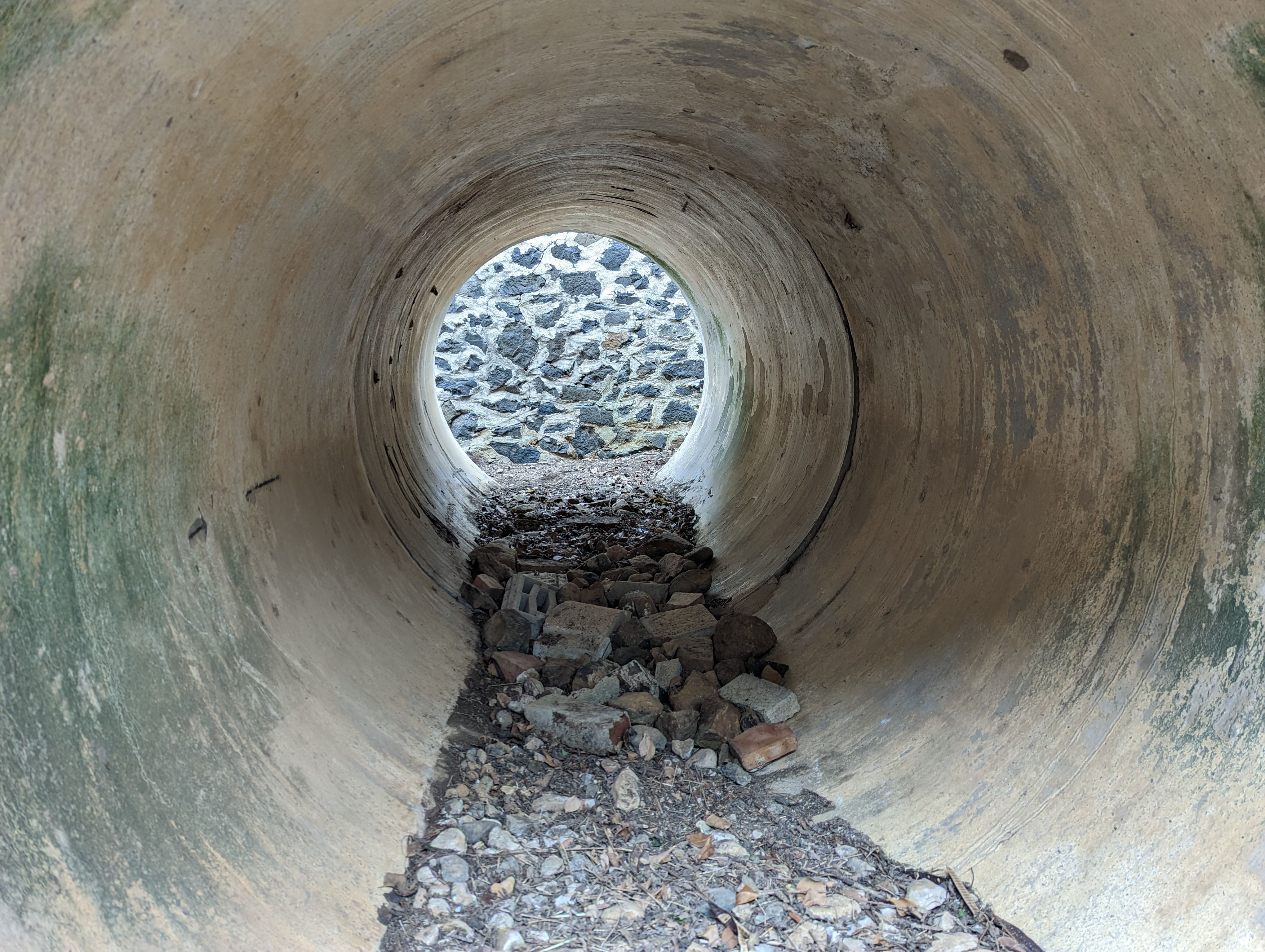
內部景觀

## 外部連結
23°34′06″N 119°33′50″E / 23.56827°N 119.563859°E
- 專賣局澎湖出張所— 文化部國家文化資料庫 （页面存档备份，存于）